# Opowieści weekendowe: Dusza śpiewa
Opowieści weekendowe: Dusza śpiewa – polski film obyczajowy z roku 1997 w reżyserii Krzysztofa Zanussiego.

## Fabuła
Młody śpiewak Adam przeprowadza się z żoną i córką do Warszawy. Dotychczas koncertował tylko na prowincji i dorabiał ucząc muzyki w szkole. Teraz otrzymuje jednak wielką szansę, która ma być punktem zwrotnym w jego karierze – wystąpi na koncercie w stolicy jako solista.

## Obsada
- Jacek Laszczkowski – Adam
- Kazimierz Kord – dyrygent
- Dominika Ostałowska – żona Adama
- Maria Kościałkowska – sąsiadka
- Mariusz Jakus – operator koparki
- Tomasz Sapryk – laryngolog
- Izabela Chełkowska – plastyczka
- Ryszard Opacki – baryton
- Sławomir Kaszuba – bas
- Izabela Kłosińska – sopranistka
- Zuzanna Laszczkowska – córka Adama
- Krzysztof Zanussi – konferansjer
- Józef Fryźlewicz – dyrektor administracyjny filharmonii